# Гренфелл, Фрэнсис
Френсис Уоллес Гренфелл, 1-й барон Гренфелл (англ. Francis Wallace Grenfell, 1st Baron Grenfell, 29 апреля 1841, Майстег-Хаус, Суонси, Гламорганшир, Уэльс — 27 января 1925, Виндлсхэм, Суррей, Англия) — британский военачальник и государственный деятель, фельдмаршал (11 апреля 1908).
Родился в семье предпринимателя Паско Сент-Леже Гренфелла (партнер в компании Pascoe Grenfell & Sons, которая занималась медеплавильным бизнесом в окрестностях Суонси, Уэльс) и Кэтрин Энн Дюпре. Образование получил в одной из частных школ в городе Блэндфорд-Форум (Дорсет, Англия). В 1859 году поступил на службу (купил офицерский чин) в 60-й королевский стрелковый полк (60th Royal Rifles).
Принимал участие в нескольких колониальных войнах 60-х и 70-х годов (Кафрские войны и Англо-зулусская война 1879 года). В 1881 назначен Генерал-квартирмейстером в Трансваале, в 1882 получил чин полковника.
Также в 1882 году Гренфелл был назначен адъютантом королевы Виктории, получив назначение в Египет стал в 1885 году сирдаром (Sirdar) — Главнокомандующим египетскими войсками.
В том же 1885 удостоен Ордена Подвязки, в 1886 стал кавалером Ордена Бани, в 1889 получил чин генерал-майора. Командовал британскими войсками в сражениях у Суакина и Тоски (Судан), отлично подготовил вверенные ему египетско-британские части, за что в 1892 году, покидая службу в Египте, был удостоен Ордена Святого Михаила и Святого Георгия.
Два года спустя получил назначение на должность Генерал-инспектора вспомогательных сил (Inspector General of Auxiliary Forces) в Военном министерстве Великобритании (War Office), в 1897 Гренфелл вновь возвратился в Египет, где возглавил британский экспедиционный корпус, направленный в Хартум (Судан), в 1898 году стал рыцарем-командором Ордена Бани.
6 января 1899 назначен губернатором Мальты. 18 июля 1902 года получил титул барона Гренфелла Килвийского в графстве Гламорган (Baron Grenfell, of Kilvey in the County of Glamorgan).
В 1903 назначен командиром вновь сформированного IV армейского корпуса, в 1904 произведен в полные генералы. В этом же году назначен Главнокомандующим британскими войсками в Ирландии. В 1908 вышел в отставку с производством в фельдмаршалы.